# Wereldkampioenschappen kunstschaatsen 1964

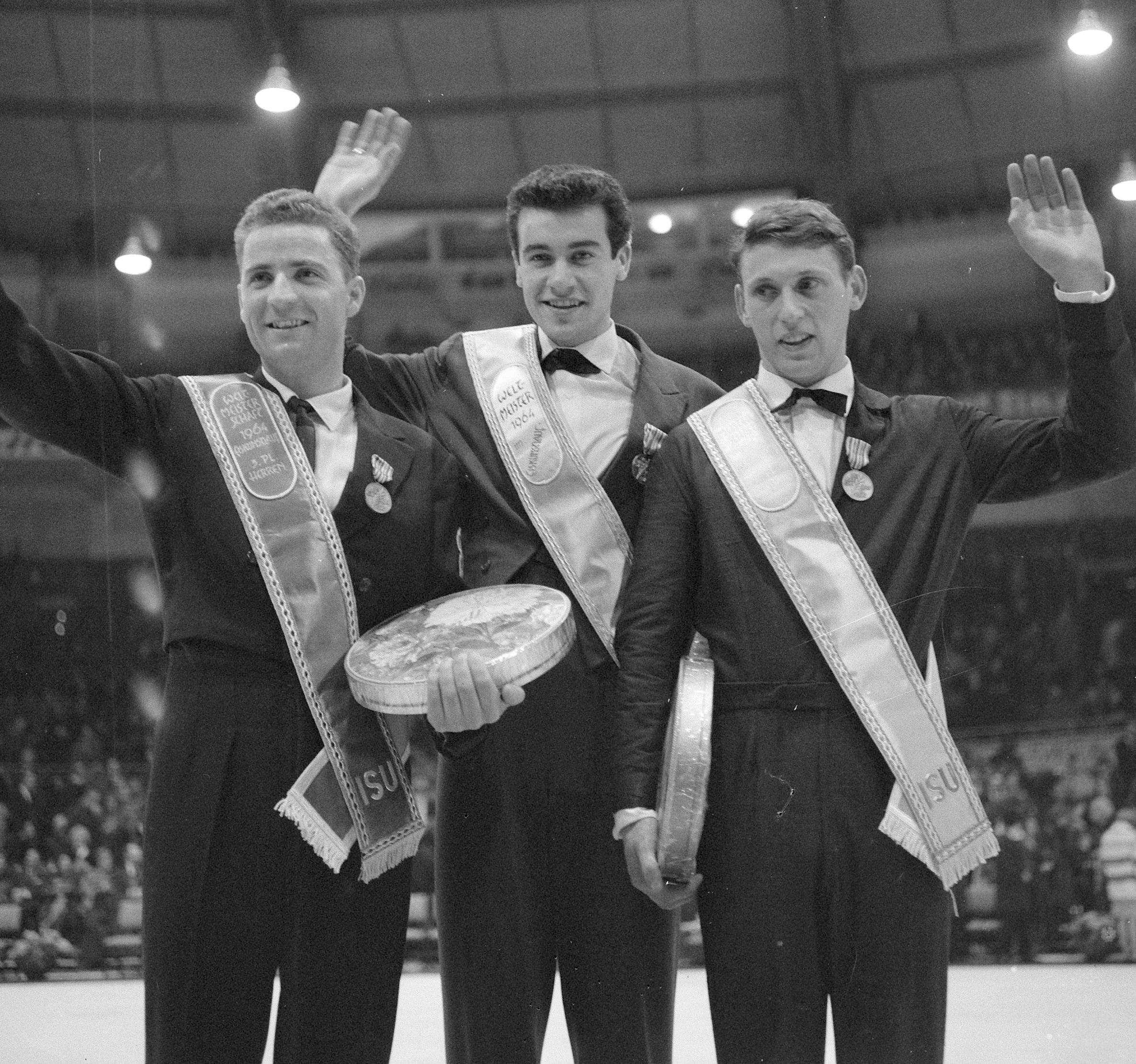
Wereldkampioenschappen kunstrijden te Dortmund, op erepodium v.l.n.r. Karol Divin, Manfred Schnelldorfer en Alain Calmat

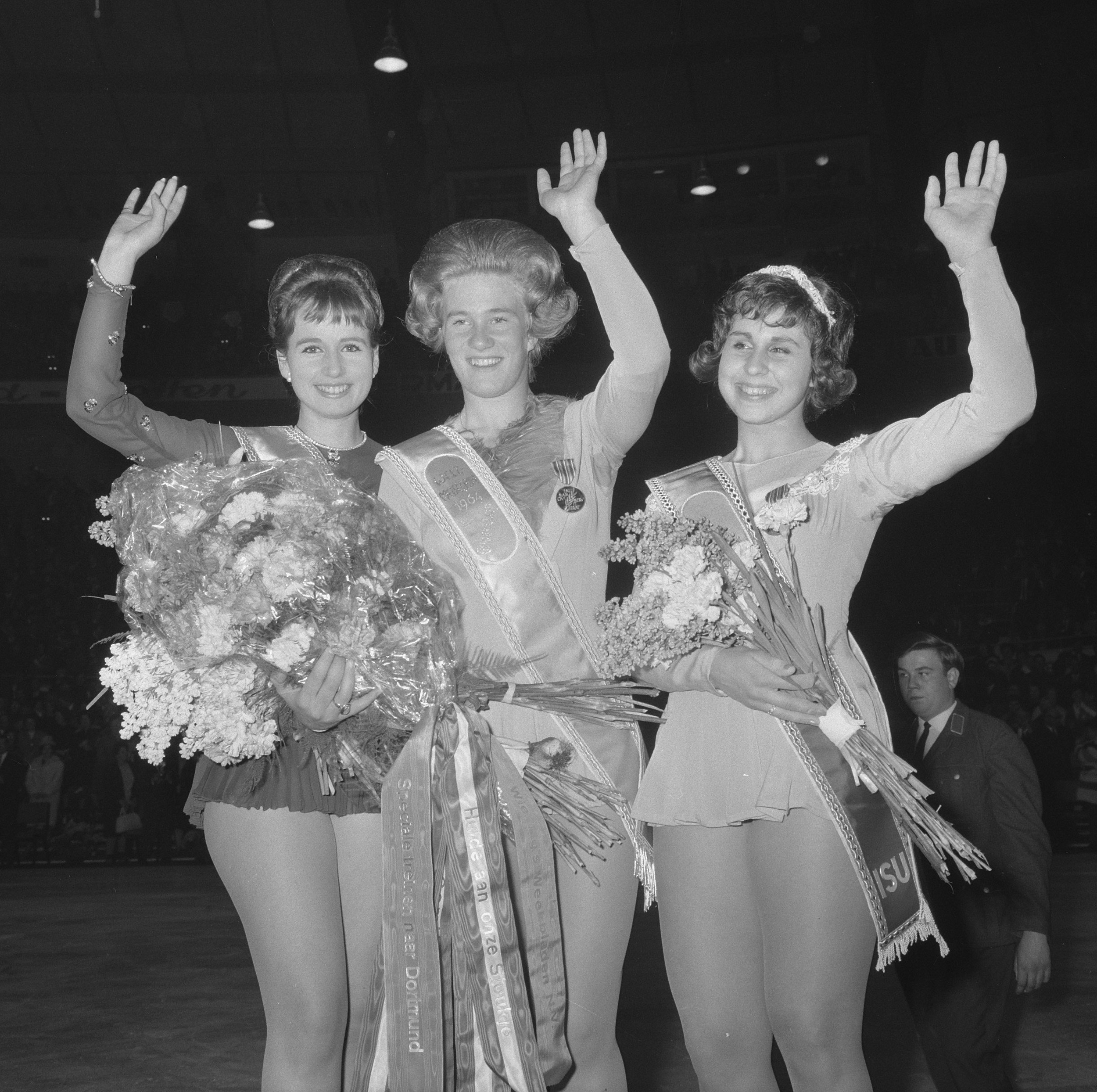
Wereldkampioenschappen te Dortmund, op het erepodium v.l.n.r. Regina Heitzer, Sjoukje Dijkstra en Petra Burka

De Wereldkampioenschappen kunstschaatsen 1964 werden gevormd door vier toernooien die door de Internationale Schaatsunie werden georganiseerd.
Het WK evenement van 1964 vond van 25 februari tot en met 1 maart plaats in Dortmund, West-Duitsland. Het was de eerste keer dat de Wereldkampioenschappen kunstschaatsen hier plaatsvonden. Het was de tiende keer dat een WK in Duitsland plaatsvond en na 1956 de tweede keer in West-Duitsland.
Voor de mannen was het de 54e editie, voor de vrouwen de 44e editie, voor de paren de 42e editie, en voor de ijsdansers de twaalfde editie.

## Deelname
Er namen deelnemers uit veertien landen deel aan deze kampioenschappen. Zij vulden 68 startplaatsen in.
Voor België debuteerde Christine Van der Putte bij de vrouwen, zij was de vierde Belgische die aan het vrouwentoernooi van het WK kunstschaatsen deelnam. Voor Nederland kwam Sjoukje Dijkstra voor de negende keer uit bij de vrouwen, nam Wouter Toledo voor de tweede keer in het mannentoernooi deel en debuteerde het ijsdanspaar Jopie Wolff / Nico Wolff op het WK, zij waren het derde ijsdanspaar die voor Nederland uitkwamen.
(Tussen haakjes het totaal aantal startplaatsen in de vier toernooien.)
| Verenigde Staten (12) Canada (9) West-Duitsland (9) Oostenrijk (7) Tsjecho-Slowakije (6) | Frankrijk (5) Verenigd Koninkrijk (5) Hongarije (3) Japan (3) Nederland (3) | Sovjet-Unie (2) België (1) Italië (1) Zweden (1) |

## Medailleverdeling
Bij de mannen werd Manfred Schnelldorfer de negentiende wereldkampioen en de tweede Duitser die de wereldtitel bij de mannen behaalde. Hij was daarmee de opvolger van zijn landgenoot Gilbert Fuchs die in 1896 de eerste wereldkampioen in het kunstschaatsen werd en in 1906 zijn tweede titel behaalde. Schnelldorfer stond voor de tweede keer op het erepodium, hij werd derde in 1963. De Fransman Alain Calmat veroverde zijn vierde medaille, in 1960 en 1962 werd hij derde en in 1963 en dit jaar werd hij tweede. De Tsjechoslowaak Karol Divín stond ook voor de tweede keer op het podium, in 1962 werd hij tweede en dit jaar derde.
Sjoukje Dijkstra werd in 1962 de eerste Nederlandse wereldkampioen bij het kunstschaatsen, in 1963 en dit jaar prolongeerde zij haar titel, zij veroverde daarmee de vijfde medaille voor Nederland op het WK kunstschaatsen. De Oostenrijkse Regine Heitzer, in 1962 derde en in 1963 tweede, eindigde ook dit jaar op de tweede plaats. De Canadese Petra Burka veroverde haar eerste WK medaille, zij werd derde.
Het Duitse paar Marika Kilius / Hans-Jürgen Bäumler stonden voor de vierde keer op het podium, na hun tweede plaats in 1959, derde plaats in 1960 en eerste plaats in 1963 werden ze dit jaar weer wereldkampioen. Het Sovjetpaar Ljudmila Belousova / Oleg Protopopov veroverden net als in 1962 en 1963 de tweede plaats. Het Canadese paar Debbi Wilkes / Guy Revell namen de derde positie in.
Bij het ijsdansen veroverde het Tsjechoslowaakse paar Eva Romanová / Pavel Roman hun derde wereldtitel op rij. Het Canadese paar Paulette Doan / Kenneth Ormsby, in 1963 derde, stonden dit jaar op de tweede plaats op het podium. Het Britse paar Janet Sawbridge / David Hickinbottom (derde) stonden voor het eerst op het podium.
| Discipline | Goud                                | Zilver                                | Brons                                |
| ---------- | ----------------------------------- | ------------------------------------- | ------------------------------------ |
| Mannen     | Manfred Schnelldorfer               | Alain Calmat                          | Karol Divín                          |
| Vrouwen    | Sjoukje Dijkstra                    | Regine Heitzer                        | Petra Burka                          |
| Paren      | Marika Kilius / Hans-Jürgen Bäumler | Ljoedmila Belousova / Oleg Protopopov | Debbi Wilkes / Guy Revell            |
| IJsdansen  | Eva Romanová / Pavel Roman          | Paulette Doan / Kenneth Ormsby        | Janet Sawbridge / David Hickinbottom |

## Uitslagen
pc/9 = plaatsingcijfer bij negen juryleden
| #      | naam (deelname)           | land                                  | pc/9 |
| ------ | ------------------------- | ------------------------------------- | ---- |
| Goud   | Manfred Schnelldorfer (7) | Vlag van Bondsrepubliek Duitsland     | 10   |
| Zilver | Alain Calmat (10)         | Vlag van Frankrijk                    | 23   |
| Brons  | Karol Divín (7)           | Vlag van Tsjecho-Slowakije            | 38   |
| 4      | Scott Allen (3)           | Vlag van Verenigde Staten             | 39   |
| 5      | Emmerich Danzer (3)       | Vlag van Oostenrijk                   | 44   |
| 6      | Thomas Litz               | Vlag van Verenigde Staten (1959-1960) | 50   |
| 7      | Peter Jonas (5)           | Vlag van Oostenrijk                   | 60   |
| 8      | Nobuo Sato (4)            | Vlag van Japan                        | 68   |
| 9      | Donald Knight (2)         | Vlag van Canada 1957-1965             | 79   |
| 10     | Sepp Schönmetzler (3)     | Vlag van Bondsrepubliek Duitsland     | 95   |
| 11     | Monty Hoyt (3)            | Vlag van Verenigde Staten             | 95   |
| 12     | Charles Snelling (6)      | Vlag van Canada 1957-1965             | 106  |
| 13     | Robert Dureville (3)      | Vlag van Frankrijk                    | 121  |
| 14     | Patrick Péra              | Vlag van Frankrijk                    | 137  |
| 15     | Valeri Meskov (3)         | Vlag van Sovjet-Unie                  | 136  |
| 16     | Hugo Dümler (2)           | Vlag van Bondsrepubliek Duitsland     | 142  |
| 17     | Ondrej Nepala             | Vlag van Tsjecho-Slowakije            | 148  |
| 18     | Hywel Evans               | Vlag van Verenigd Koninkrijk          | 150  |
| 19     | Wouter Toledo (2)         | Vlag van Nederland                    | 169  |

| #      | naam (deelname)        | land                              | pc/9 |
| ------ | ---------------------- | --------------------------------- | ---- |
| Goud   | Sjoukje Dijkstra (9)   | Vlag van Nederland                | 9    |
| Zilver | Regine Heitzer (6)     | Vlag van Oostenrijk               | 21   |
| Brons  | Petra Burka (3)        | Vlag van Canada 1957-1965         | 24   |
| 4      | Nicole Hassler (5)     | Vlag van Frankrijk                | 42   |
| 5      | Christine Haigler (2)  | Vlag van Verenigde Staten         | 52   |
| 6      | Miwa Fukuhara (4)      | Vlag van Japan                    | 54   |
| 7      | Peggy Fleming          | Vlag van Verenigde Staten         | 56   |
| 8      | Sally-Anne Stapleford  | Vlag van Verenigd Koninkrijk      | 89   |
| 9      | Albertina Noyes        | Vlag van Verenigde Staten         | 90   |
| 10     | Shirra Kenworthy (3)   | Vlag van Canada 1957-1965         | 102  |
| 11     | Wendy Griner (4)       | Vlag van Canada 1957-1965         | 95   |
| 12     | Helli Sengtschmid (3)  | Vlag van Oostenrijk               | 104  |
| 13     | Kumiko Okawa           | Vlag van Japan                    | 109  |
| 14     | Inge Paul (2)          | Vlag van Bondsrepubliek Duitsland | 119  |
| 15     | Uschi Keszler          | Vlag van Bondsrepubliek Duitsland | 123  |
| 16     | Hana Mašková           | Vlag van Tsjecho-Slowakije        | 151  |
| 17     | Astrid Czermak         | Vlag van Oostenrijk               | 152  |
| 18     | Zsuzsa Almássy         | Vlag van Hongarije                | 154  |
| 19     | Sandra Brugnera (3)    | Vlag van Italië                   | 169  |
| 20     | Ann Margreth Frei (3)  | Vlag van Zweden                   | 176  |
| 21     | Christine Van de Putte | Vlag van België                   | 188  |

| #      | naam (deelname)                                  | land                              | pc/9 |
| ------ | ------------------------------------------------ | --------------------------------- | ---- |
| Goud   | Marika Kilius (8) Hans-Jürgen Bäumler (6)        | Vlag van Bondsrepubliek Duitsland | 13   |
| Zilver | Ljoedmila Belousova (5) Oleg Protopopov (5)      | Vlag van Sovjet-Unie              | 14   |
| Brons  | Debbi Wilkes (3) Guy Revell (3)                  | Vlag van Canada 1957-1965         | 28   |
| 4      | Vivian Joseph (2) Ronald Joseph (2)              | Vlag van Verenigde Staten         | 35   |
| 5      | Sonja Pfersdorf (2) Gunther Matzdorf (2)         | Vlag van Bondsrepubliek Duitsland | 50   |
| 6      | Tatjana Zjoek (2) Alexandr Gavrilov (2)          | Vlag van Sovjet-Unie              | 53   |
| 7      | Cynthia Kauffmann Ronald Kauffmann               | Vlag van Verenigde Staten         | 71   |
| 8      | Judianne Fotheringill (2) Jerry Fotheringill (2) | Vlag van Verenigde Staten         | 73   |
| 9      | Sigrid Reichman Wolfgang Danne                   | Vlag van Bondsrepubliek Duitsland | 79   |
| 10     | Agnesa Wlachovska Peter Bartosiewicz             | Vlag van Tsjecho-Slowakije        | 85   |
| 11     | Gerlinde Schönbauer Wilheim Bietak               | Vlag van Oostenrijk               | 102  |
| 12     | Maria Csordas Laszlo Kondi                       | Vlag van Hongarije                | 100  |

| #      | naam (deelname)                             | land                              | pc/7 |
| ------ | ------------------------------------------- | --------------------------------- | ---- |
| Goud   | Eva Romanová (3) Pavel Roman (3)            | Vlag van Tsjecho-Slowakije        | 8    |
| Zilver | Paulette Doan (3) Kenneth Ormsby (3)        | Vlag van Canada 1957-1965         | 20   |
| Brons  | Janet Sawbridge (2) David Hickinbottom (2)  | Vlag van Verenigd Koninkrijk      | 18   |
| 4      | Yvonne Suddick Roger Kennerson              | Vlag van Verenigd Koninkrijk      | 29   |
| 5      | Lorna Dyer (2) John Carrell (2)             | Vlag van Verenigde Staten         | 39   |
| 6      | Carole Mac Sween Robert Munz                | Vlag van Verenigde Staten         | 59   |
| 7      | Carole Forrest (2) Kevin Lethbridge (2)     | Vlag van Canada 1957-1965         | 46   |
| 8      | Darlene Streich Charles Fetter              | Vlag van Verenigde Staten         | 59   |
| 9      | Gyorgyi Korda (3) Pal Vásárhelyi (3)        | Vlag van Hongarije                | 68   |
| 10     | Jitka Babicka (2) Jaromir Hollan (2)        | Vlag van Tsjecho-Slowakije        | 77   |
| 11     | Marilyn Crawford Brair Armitage             | Vlag van Canada 1957-1965         | 74,5 |
| 12     | Christi Trebesiner (2) Gerald Felsinger (2) | Vlag van Oostenrijk               | 88,5 |
| 13     | Diane Towler Bernard Ford                   | Vlag van Verenigd Koninkrijk      | 88   |
| 14     | Gabrielle Rauch (2) Rudi Mathysik (2)       | Vlag van Bondsrepubliek Duitsland | 89   |
| 15     | Brigitte Martin Francis Gamichon            | Vlag van Frankrijk                | 93   |
| 16     | Jopie Wolff Nico Wolff                      | Vlag van Nederland                | 109  |

Medaillewinnaars

Mannen · 
Vrouwen ·
Paren · 
IJsdansen

 Toernooi

1896 · 
1897 · 
1898 · 
1899 · 
1900 · 
1901 · 
1902 · 
1903 · 
1904 · 
1905 · 
1906 · 
1907 · 
1908 · 
1909 · 
1910 · 
1911 · 
1912 · 
1913 · 
1914 · 
1915-1921 · 
1922 · 
1923 · 
1924 · 
1925 · 
1926 · 
1927 · 
1928 · 
1929 · 
1930 · 
1931 · 
1932 · 
1933 · 
1934 · 
1935 · 
1936 · 
1937 · 
1938 · 
1939 ·
1940-1946 · 
1947 · 
1948 · 
1949 · 
1950 · 
1951 · 
1952 · 
1953 · 
1954 · 
1955 · 
1956 · 
1957 · 
1958 · 
1959 · 
1960 · 
1961 · 
1962 · 
1963 · 
1964 · 
1965 · 
1966 · 
1967 · 
1968 · 
1969 · 
1970 · 
1971 · 
1972 · 
1973 · 
1974 · 
1975 · 
1976 · 
1977 · 
1978 · 
1979 · 
1980 · 
1981 · 
1982 · 
1983 · 
1984 · 
1985 · 
1986 · 
1987 · 
1988 · 
1989 · 
1990 · 
1991 · 
1992 · 
1993 · 
1994 · 
1995 ·
1996 · 
1997 · 
1998 · 
1999 · 
2000 · 
2001 · 
2002 · 
2003 · 
2004 · 
2005 · 
2006 ·
2007 ·
2008 ·
2009 ·
2010 ·
2011 ·
2012 ·
2013 ·
2014 ·
2015 ·
2016 ·
2017 ·
2018 ·
2019 · 
2020 · 
2021 ·
2022 ·
2023 ·
2024

 ISU-kampioenschappen

WK kunstschaatsen junioren ·
EK kunstschaatsen ·
Viercontinentenkampioenschap ·
Olympische Spelen